# Nesticus masudai
Nesticus masudai là một loài nhện trong họ Nesticidae.
Loài này thuộc chi Nesticus. Nesticus masudai được Takeo Yaginuma miêu tả năm 1979.